# 撒旦探戈
《撒旦的探戈》（匈牙利语：Sátántangó）是一部1994年塔尔·贝拉所執導的匈牙利黑色喜剧讽刺剧黑白电影。剧情原封不动、细致入微改編自匈牙利作家克拉斯诺霍尔卡伊·拉斯洛1985年出版的同名小说《撒旦的探戈》。因七小時以上的片長，在放映中设有两次中場休息，该片的镜头也出奇地长，平均一顆镜头持续2分33秒。部分学者认为撒旦探戈传达了东欧剧变后社会主义转型至资本主义期间人们对新事物的期望和这些期望的幻灭。然而在一此专访中，导演塔尔·贝拉则否认他的电影带有任何政治隐喻；特別強調了其對電影行業（而非其他）的批判。

## 劇情
電影場景設定在匈牙利的一處荒涼鄉村，取景地為匈牙利大平原。時間大致為匈牙利人民共和國末期。當地居民有時吃喝玩樂，有時無所事事，生活十分沉悶。其中一群居民試圖合謀偷走社區的錢財然後遠走高飛。正當要執行計劃時，離去多年的故人伊里米亞什和佩特里納回到了村子中。伊里米亞什欺騙居民說，如果他們和自己走，就能在城裡享受好生活。居民們中除了一人以外都信了伊里米亞什，最後落得一個人財兩空的境地。
高華斯·安德拉什（Kovács András）指出，電影中的角色全都處在一種“無希望的痛苦”之中。塔爾·貝拉在影片中使用了長篇累牘的哲學式對話來表現人在心理、身體、和社會層面的“退化”。影片中，這些哲學對話的主要演說者為伊里米亞什以及逮捕了他的警長。伴隨著這些長句的，則是時長可達10分鐘的超長鏡頭。

## 演員
該片總計有19個角色，其中只有9人由職業演員扮演。旁白也是由一個非專業人士敘述出的。塔爾·貝拉認為，電影中氣候和環境因素以及兩者對人物塑造的影響是不可或缺的。他聲稱，該片拍攝的場景本身就是角色之一。英國《衛報》評論道：“景觀（在電影中）變得和演員同樣重要了。”

## 獎項和評價
自從影片上映以來，許多學者、影評人深入地討論，逐漸成為風尚所崇奉的經典電影。在影评网站烂番茄上，撒旦探戈获得了高达100%新鲜度以及94%的好评。
- 1994年柏林国际电影节卡利加里獎、布魯塞爾國際電影節黃金時代獎[5]